# Gegê (futebolista)
Geirton Marques Aires, conhecido apenas como Gegê (Mombaça, 28 de janeiro de 1994) é um futebolista brasileiro que atua como meia. Atualmente, joga pelo CRB.

## Carreira

### Início e Botafogo
Estreou no time profissional do Botafogo em 2013, durante partida contra o Sobradinho pela primeira fase da Copa do Brasil. O primeiro gol veio quatro jogos depois, no Campeonato Brasileiro contra o Náutico e na partida seguinte, contra o rival Flamengo, garantindo a vitória. À época, fez dupla de meia com o astro Seedorf.
Em 2014, atuou no time considerado B no Campeonato Carioca, já que o time principal estava concentrado na Libertadores. Porém, depois da eliminação da competição e da catástrofe que o time enfrentou, dentro e fora de campo, Gegê manteve o espírito do clube e não conseguiu se destacar.
Continuou no time em 2015 como um dos únicos remanescentes da equipe do ano anterior para a disputa da Série B. Foi campeão figurando entre os reservas.
Na temporada de 2016, começou em alta pelo Botafogo no primeiro semestre, tendo seu vínculo com o clube renovado e sendo titular em boa parte do Campeonato Carioca sob o comando de Ricardo Gomes. Com a chegada de Jair Ventura ao comando técnico do Fogão, Gegê acabou perdendo espaço no time e ficando sem chances com o técnico recém promovido, principalmente por ter se recusado em atuar de lateral-esquerdo em uma partida. Em 2016, disputou 22 partidas, 20 como titular.
Pelo Fogão, ele fez 77 jogos e marcou seis gols.

### ABC
Em janeiro de 2017, foi anunciado como reforço do ABC por empréstimo até o fim da temporada. Diante do Santa Cruz de Natal, Gegê marcou seu primeiro gol pelo Mais Querido em um belo chute de fora da área na vitória por 4–1 pelo Campeonato Potiguar. Contra o rival do ABC, o América de Natal, Gegê marcou dois gols na goleada por 4–1 pelo Campeonato Potiguar, sendo um dos principais destaques da partida. Pelo clube, disputou 51 jogos e marcou dez gols, dois deles na Série B daquele ano, que resultou no rebaixamento da equipe potiguar para a Série C do Campeonato Brasileiro.

### Adana Demirspor
No início de 2018, foi contratado pelo Adana Demirspor, que estava na segunda divisão da Turquia. Estreou como titular na derrota por 1 a 0 para o Caykur Rizespor. Marcou seu primeiro gol na vitória por 3 a 0 sobre o Gaziantepspor, em 9 de fevereiro, em duelo válido pela Segunda Divisão da Turquia. No clube, disputou 12 jogos e marcou um gol.

### Avaí
Para a temporada 2019, acertou com o Avaí. Pelo clube, marcou dois gols em 19 partidas.

### Brasil de Pelotas
Em 2020, o jogador disputou a Série B pelo Brasil de Pelotas.

### Santo André
No início de 2021, Gegê chegou ao Santo André para a disputa do Paulistão. Na segunda rodada do Campeonato Paulista, marcou um golaço contra a Ponte Preta, eleito o mais bonito daquela rodada.

### Londrina
Em julho de 2021, foi contratado pelo Londrina para a disputa do Campeonato Brasileiro da Série B. Pelo clube. disputou 18 partidas, sete deles como titular, e marcou um gol.

### Ferroviária
Em janeiro de 2022, assinou com a Ferroviária até o fim do Paulistão.
Rescindiu o contrato com clube antes do fechamento da janela de transferências na Série B, no dia 12 de abril. Pela Ferroviária, o atleta jogou 12 vezes, 11 como titular, e marcou um gol.

### Retorno ao Londrina
Em abril de 2022, retornou ao Londrina, para a sequência da Série B do Brasileiro. Se destacou na campanha da Série B, onde disputou 30 jogos, todos como titular, somou um gol e deu duas assistências.

### Vitória
Para a temporada 2023, acertou com o Vitória. Naquele ano, disputou 43 jogos, com dois gols marcados e duas assistências e foi campeão da Série B do Campeonato Brasileiro.

### CRB
No final de 2023, acertou com o CRB para a temporada 2024.

## Títulos
Botafogo
- Campeonato Carioca: 2013
- Taça Guanabara: 2015
- Campeonato Brasileiro - Série B: 2015

ABC
- Copa RN: 2017
- Campeonato Potiguar: 2017

Avaí
- Campeonato Catarinense: 2019

Vitória
- Campeonato Brasileiro - Série B: 2023

CRB
- Campeonato Alagoano: 2024, 2025

### Prêmios Individuais
- Seleção do Campeonato Potiguar: 2017
- Craque do Campeonato Potiguar: 2017
- Seleção da Copa do Nordeste: 2024